# 서울특별시 도시개발공사 설치조례
서울특별시 SH공사 설립 및 운영에 관한 조례는 택지의 개발과 공급, 주택의 건설·개량·공급 및 관리 등을 통하여 서울특별시 시민의 주거생활 안정과 복지향상을 위하여 「지방공기업법」 제49조에 따라 SH공사를 설립하고, 공사의 업무 및 운영에 관한 사항을 규정함을 목적으로 한다. 1988년 12월 28일 서울특별시 도시개발공사 설치조례로 신설되었다가 2005년 1월 5일에 현재의 명칭으로 변경되었다.